# Tour Down Under 2013
La 15e édition du Tour Down Under a eu lieu du 22 au 27 janvier 2013. C'est la 1re épreuve de l'UCI World Tour 2013.
Cette édition est remportée par le Néerlandais Tom-Jelte Slagter (Blanco), vainqueur de la 3e étape et auteur de plusieurs top 5. L'Espagnol Javier Moreno (Movistar) termine deuxième juste devant le vainqueur de la 2e étape le Britannique Geraint Thomas (Sky).
Les trois premiers de ce Tour Down Under s'empare également des classements annexes individuels : Slagter termine meilleur jeune (moins de 25 ans), Thomas meilleur sprinteur et remporte le prix du coureur le plus combatif alors que Moreno s'adjuge le classement de la montagne. L'équipe luxembourgeoise RadioShack-Leopard gagne le classement par équipes pour la deuxième année consécutive.

## Présentation
En préambule de ce Tour Down Under 2013, se déroule le Down Under Classic (Cancer Council Helpline Classic), un critérium de 51 km dans les rues d'Adélaïde, le 20 janvier. Le parcours est constitué d'une boucle de 1,7 km, complètement plate, autour de Rymill Park, parcourue 30 fois par les coureurs. C'est l'Allemand André Greipel (Lotto-Belisol) qui s'impose devant l'Australien Matthew Goss (Orica-GreenEDGE) et son coéquipier, le Néo-Zélandais Gregory Henderson.

### Parcours
Le parcours est dévoilé le 2 juillet 2012, il est constitué de six étapes, du 22 au 27 janvier. La 2e étape propose une bosse à une dizaine de kilomètres de l'arrivée et la 3e étape l'arrivée désormais classique à Stirling. L'arrivée de la 5e étape sera jugée, comme l'an dernier, en haut du Willunga Hill, juge de paix traditionnel de la course,.

### Équipes
Le Tour Down Under étant une course avec le label UCI World Tour, toutes les ProTeams sont invitées automatiquement et doivent envoyer une équipe. 19 équipes participent à ce Tour Down Under - 18 ProTeams et 1 équipe nationale australienne :
| Nom de l'équipe         | Pays        | Code |
| ----------------------- | ----------- | ---- |
| AG2R La Mondiale        | France      | ALM  |
| Argos-Shimano           | Pays-Bas    | ARG  |
| Astana                  | Kazakhstan  | AST  |
| Blanco                  | Pays-Bas    | BLA  |
| BMC Racing              | États-Unis  | BMC  |
| Cannondale              | Italie      | CAN  |
| Euskaltel Euskadi       | Espagne     | EUS  |
| FDJ                     | France      | FDJ  |
| Garmin-Sharp            | États-Unis  | GRS  |
| Lampre-Merida           | Italie      | LAM  |
| Lotto-Belisol           | Belgique    | LTB  |
| Movistar                | Espagne     | MOV  |
| Omega Pharma-Quick Step | Belgique    | OPQ  |
| Orica-GreenEDGE         | Australie   | OGE  |
| RadioShack-Leopard      | Luxembourg  | RLT  |
| Saxo-Tinkoff            | Danemark    | TST  |
| Sky                     | Royaume-Uni | SKY  |
| Vacansoleil-DCM         | Pays-Bas    | VCD  |

| Nom de l'équipe | Pays      | Code |
| --------------- | --------- | ---- |
| UniSA-Australia | Australie | AUS  |

### Favoris
L'Australien Simon Gerrans (Orica-GreenEDGE) est vu comme le favori à sa succession.
Du côté des sprinteurs, l'Allemand André Greipel (Lotto-Belisol) est l'homme fort attendu. L'Australien Matthew Goss (Orica-GreenEDGE) peut également tirer son épingle du jeu, tout comme le Français Arnaud Démare (FDJ), un autre Allemand Marcel Kittel (Argos-Shimano), l'Italien Andrea Guardini (Astana) ou encore le Norvégien Edvald Boasson Hagen et l'Australien Christopher Sutton tous les deux membres de l'équipe Sky.

## Étapes
| Étape     | Date       | Villes étapes                         |  | Distance (km) | Vainqueur d’étape | Leader du classement général |
| --------- | ---------- | ------------------------------------- |  | ------------- | ----------------- | ---------------------------- |
| 1re étape | 22 janvier | Prospect – Lobethal                   |  | 135           | André Greipel     | André Greipel                |
| 2e étape  | 23 janvier | Mount Barker – Rostrevor (en)         |  | 116,5         | Geraint Thomas    | Geraint Thomas               |
| 3e étape  | 24 janvier | Unley – Stirling                      |  | 139           | Tom-Jelte Slagter | Geraint Thomas               |
| 4e étape  | 25 janvier | Modbury (en) – Tanunda                |  | 126,5         | André Greipel     | Geraint Thomas               |
| 5e étape  | 26 janvier | McLaren Vale (en) – Old Willunga Hill |  | 151,5         | Simon Gerrans     | Tom-Jelte Slagter            |
| 6e étape  | 27 janvier | Adélaïde – Adélaïde                   |  | 90            | André Greipel     | Tom-Jelte Slagter            |

## Déroulement de la course

### 1reétape
Dès le début de l'étape, les Australiens Jordan Kerby (UniSA-Australia) et Lachlan Morton (Garmin Sharp) s'échappent en compagnie du Danois Christopher Juul Jensen (Saxo-Tinkoff). Le trio ne parvient pas à prendre le large, alors Kerby part en solitaire, et au kilomètre 10 Juul Jensen et Morton sont repris. Kerby augmente vite son avance, jusqu'à 7 min au kilomètre 21. Mais le peloton va ensuite enclencher la poursuite, et l'écart n'est plus que de 50 s à 40 km de l'arrivée.
Le Français Jérôme Pineau (Omega Pharma-Quick Step) attaque à 36 km de l'arrivée, puis rejoint et dépose Kerby. Il est cependant repris à 17 km du but. Malgré les attaques de l'Espagnol José Joaquín Rojas (Movistar) à 8 km de la ligne et d'un autre Français Blel Kadri (AG2R La Mondiale) dans le final, l'étape se termine par un sprint massif. L'Allemand André Greipel (Lotto-Belisol) s'impose, en devançant le Français Arnaud Démare (FDJ) et l'Australien Mark Renshaw (Blanco).
|    | Coureur              | Équipe          |    | Temps           |
| -- | -------------------- | --------------- | -- | --------------- |
| 1  | André Greipel        | Lotto-Belisol   | en | 3 h 35 min 24 s |
| 2  | Arnaud Démare        | FDJ             | +  | m.t             |
| 3  | Mark Renshaw         | Blanco          |    | m.t             |
| 4  | Simone Ponzi         | Astana          |    | m.t             |
| 5  | Steele Von Hoff      | Garmin-Sharp    |    | m.t             |
| 6  | Roberto Ferrari      | Lampre-Merida   |    | m.t             |
| 7  | Daniele Pietropolli  | Lampre-Merida   |    | m.t             |
| 8  | Edvald Boasson Hagen | Sky             |    | m.t             |
| 9  | José Joaquín Rojas   | Movistar        |    | m.t             |
| 10 | Zakkari Dempster     | UniSA-Australia |    | m.t             |

|    | Coureur            | Équipe                  |    | Temps           |
| -- | ------------------ | ----------------------- | -- | --------------- |
| 1  | André Greipel      | Lotto-Belisol           | en | 3 h 35 min 14 s |
| 2  | Arnaud Démare      | FDJ                     | +  | 4 s             |
| 3  | Mark Renshaw       | Blanco                  |    | 6 s             |
| 4  | Simon Gerrans      | Orica-GreenEDGE         |    | 7 s             |
| 5  | Philippe Gilbert   | BMC Racing              |    | 7 s             |
| 6  | Jérôme Pineau      | Omega Pharma-Quick Step |    | 8 s             |
| 7  | Thomas De Gendt    | Vacansoleil-DCM         |    | 8 s             |
| 8  | Simone Ponzi       | Astana                  |    | 9 s             |
| 9  | José Joaquín Rojas | Movistar                |    | 9 s             |
| 10 | Steele Von Hoff    | Garmin-Sharp            |    | 10 s            |

### 2eétape
L'Australien Calvin Watson (UniSA-Australia) s'échappe, suivi par son compatriote William Clarke (Argos-Shimano), du Français Guillaume Bonnafond (AG2R La Mondiale) et du Danois Christopher Juul Jensen (Saxo-Tinkoff). Les échappés parviennent à prendre jusqu'à 2 min 20 s, au kilomètre 20. Les coureurs de l'équipe Sky vont contrôler l'écart, puis les Lotto-Belisol et les Blanco enclenchent la poursuite. Bonnafond lâche prise à 20 km de l'arrivée et est repris par le peloton, ses compagnons de fuite subissant le même sort peu de temps après.
À 16 km du but, une chute intervient dans le peloton. Dans la dernière côte du jour, le Montacute (2,9 km à 9 %), le Costaricien Andrey Amador (Movistar) et l'Australien Matthew Lloyd (Lampre-Merida) attaquent, contré par le Britannique Geraint Thomas (Sky). Celui-ci est rejoint dans la descente par l'Espagnol Javier Moreno (Movistar), le Belge Ben Hermans et le Néo-Zélandais George Bennett (RadioShack-Leopard). Dans la descente, à 9 km de l'arrivée, une nouvelle chute a lieu : le Belge Philippe Gilbert (BMC Racing), sans gravité, l'Italien Giovanni Visconti (Movistar), touché aux côtes, et le Français Arnaud Courteille (FDJ), qui abandonne, entre autres, vont à terre. Thomas lance le sprint à 400 m de la ligne, et s'impose devant Moreno et Hermans, Bennett étant distancé et terminant au sein d'un groupe de 12 coureurs, à 4 s du vainqueur. 7 coureurs, dont l'Espagnol José Joaquín Rojas (Movistar) et le Danois Chris Anker Sørensen (Saxo Bank-Tinkoff), pointent à 21 s, l'Italien Ivan Santaromita (BMC Racing) à 24 s et l'Australien Christopher Sutton (Sky), le Français Thierry Hupond (Argos-Shimano) et un autre Italien Manuele Boaro (Saxo-Tinkoff) à 40 s, tandis que le reste de la course finit avec au moins 1 min 9 s de retard.
|    | Coureur             | Équipe             |    | Temps           |
| -- | ------------------- | ------------------ | -- | --------------- |
| 1  | Geraint Thomas      | Sky                | en | 2 h 44 min 18 s |
| 2  | Javier Moreno       | Movistar           | +  | 1 s             |
| 3  | Ben Hermans         | RadioShack-Leopard |    | 1 s             |
| 4  | Tom-Jelte Slagter   | Blanco             |    | 4 s             |
| 5  | Tim Wellens         | Lotto-Belisol      |    | 4 s             |
| 6  | Daniele Pietropolli | Lampre-Merida      |    | 4 s             |
| 7  | Jack Bauer          | Garmin-Sharp       |    | 4 s             |
| 8  | Wilco Kelderman     | Blanco             |    | 4 s             |
| 9  | Ion Izagirre        | Euskaltel Euskadi  |    | 4 s             |
| 10 | George Bennett      | RadioShack-Leopard |    | 4 s             |

|    | Coureur             | Équipe             |    | Temps           |
| -- | ------------------- | ------------------ | -- | --------------- |
| 1  | Geraint Thomas      | Sky                | en | 6 h 19 min 32 s |
| 2  | Javier Moreno       | Movistar           | +  | 5 s             |
| 3  | Ben Hermans         | RadioShack-Leopard |    | 7 s             |
| 4  | Daniele Pietropolli | Lampre-Merida      |    | 14 s            |
| 5  | Tom-Jelte Slagter   | Blanco             |    | 14 s            |
| 6  | Ion Izagirre        | Euskaltel Euskadi  |    | 14 s            |
| 7  | Gorka Izagirre      | Euskaltel Euskadi  |    | 14 s            |
| 8  | Tim Wellens         | Lotto-Belisol      |    | 14 s            |
| 9  | Jack Bauer          | Garmin-Sharp       |    | 14 s            |
| 10 | Tiago Machado       | RadioShack-Leopard |    | 14 s            |

### 3eétape
|    | Coureur             | Équipe            |    | Temps           |
| -- | ------------------- | ----------------- | -- | --------------- |
| 1  | Tom-Jelte Slagter   | Blanco            | en | 3 h 36 min 46 s |
| 2  | Matthew Goss        | Orica-GreenEDGE   | +  | m.t             |
| 3  | Philippe Gilbert    | BMC Racing        |    | m.t             |
| 4  | Geraint Thomas      | Sky               |    | m.t             |
| 5  | Giovanni Visconti   | Movistar          |    | m.t             |
| 6  | Javier Moreno       | Movistar          |    | m.t             |
| 7  | Simone Ponzi        | Astana            |    | m.t             |
| 8  | Daniele Pietropolli | Lampre-Merida     |    | m.t             |
| 9  | Ivan Santaromita    | BMC Racing        |    | m.t             |
| 10 | Gorka Izagirre      | Euskaltel Euskadi |    | m.t             |

|    | Coureur             | Équipe             |    | Temps           |
| -- | ------------------- | ------------------ | -- | --------------- |
| 1  | Geraint Thomas      | Sky                | en | 9 h 56 min 17 s |
| 2  | Tom-Jelte Slagter   | Blanco             | +  | 5 s             |
| 3  | Javier Moreno       | Movistar           |    | 6 s             |
| 4  | Ben Hermans         | RadioShack-Leopard |    | 8 s             |
| 5  | Daniele Pietropolli | Lampre-Merida      |    | 15 s            |
| 6  | Ion Izagirre        | Euskaltel Euskadi  |    | 15 s            |
| 7  | Gorka Izagirre      | Euskaltel Euskadi  |    | 15 s            |
| 8  | George Bennett      | RadioShack-Leopard |    | 15 s            |
| 9  | Jack Bauer          | Garmin-Sharp       |    | 15 s            |
| 10 | Wilco Kelderman     | Blanco             |    | 15 s            |

### 4eétape
|    | Coureur           | Équipe                  |    | Temps           |
| -- | ----------------- | ----------------------- | -- | --------------- |
| 1  | André Greipel     | Lotto-Belisol           | en | 3 h 02 min 52 s |
| 2  | Roberto Ferrari   | Lampre-Merida           | +  | m.t             |
| 3  | Jonathan Cantwell | Saxo-Tinkoff            |    | m.t             |
| 4  | Andrew Fenn       | Omega Pharma-Quick Step |    | m.t             |
| 5  | Barry Markus      | Vacansoleil-DCM         |    | m.t             |
| 6  | Marcel Kittel     | Argos-Shimano           |    | m.t             |
| 7  | Mark Renshaw      | Blanco                  |    | m.t             |
| 8  | Kenny van Hummel  | Vacansoleil-DCM         |    | m.t             |
| 9  | Arnaud Démare     | FDJ                     |    | m.t             |
| 10 | Klaas Lodewyck    | BMC Racing              |    | m.t             |

|    | Coureur           | Équipe             |    | Temps            |
| -- | ----------------- | ------------------ | -- | ---------------- |
| 1  | Geraint Thomas    | Sky                | en | 12 h 59 min 09 s |
| 2  | Tom-Jelte Slagter | Blanco             | +  | 5 s              |
| 3  | Javier Moreno     | Movistar           |    | 6 s              |
| 4  | Ben Hermans       | RadioShack-Leopard |    | 8 s              |
| 5  | Gorka Izagirre    | Euskaltel Euskadi  |    | 15 s             |
| 6  | Ion Izagirre      | Euskaltel Euskadi  |    | 15 s             |
| 7  | Jack Bauer        | Garmin-Sharp       |    | 15 s             |
| 8  | Tiago Machado     | RadioShack-Leopard |    | 15 s             |
| 9  | Adam Hansen       | Lotto-Belisol      |    | 15 s             |
| 10 | George Bennett    | RadioShack-Leopard |    | 15 s             |

### 5eétape
|    | Coureur             | Équipe             |    | Temps           |
| -- | ------------------- | ------------------ | -- | --------------- |
| 1  | Simon Gerrans       | Orica-GreenEDGE    | en | 3 h 36 min 25 s |
| 2  | Tom-Jelte Slagter   | Blanco             | +  | 0 s             |
| 3  | Javier Moreno       | Movistar           |    | 10 s            |
| 4  | Ion Izagirre        | Euskaltel Euskadi  |    | 12 s            |
| 5  | Tiago Machado       | RadioShack-Leopard |    | 13 s            |
| 6  | Wilco Kelderman     | Blanco             |    | 16 s            |
| 7  | Gorka Izagirre      | Euskaltel Euskadi  |    | 16 s            |
| 8  | Rafael Valls        | Vacansoleil-DCM    |    | 16 s            |
| 9  | Daniele Pietropolli | Lampre-Merida      |    | 16 s            |
| 10 | Ben Hermans         | RadioShack-Leopard |    | 16 s            |

|    | Coureur             | Équipe             |    | Temps            |
| -- | ------------------- | ------------------ | -- | ---------------- |
| 1  | Tom-Jelte Slagter   | Blanco             | en | 16 h 35 min 33 s |
| 2  | Javier Moreno       | Movistar           | +  | 13 s             |
| 3  | Ben Hermans         | RadioShack-Leopard |    | 25 s             |
| 4  | Ion Izagirre        | Euskaltel Euskadi  |    | 28 s             |
| 5  | Geraint Thomas      | Sky                |    | 29 s             |
| 6  | Tiago Machado       | RadioShack-Leopard |    | 29 s             |
| 7  | Gorka Izagirre      | Euskaltel Euskadi  |    | 32 s             |
| 8  | Daniele Pietropolli | Lampre-Merida      |    | 32 s             |
| 9  | Wilco Kelderman     | Blanco             |    | 32 s             |
| 10 | Jussi Veikkanen     | FDJ                |    | 37 s             |

### 6eétape
|    | Coureur              | Équipe           |    | Temps           |
| -- | -------------------- | ---------------- | -- | --------------- |
| 1  | André Greipel        | Lotto-Belisol    | en | 1 h 52 min 59 s |
| 2  | Mark Renshaw         | Blanco           | +  | m.t             |
| 3  | Edvald Boasson Hagen | Sky              |    | m.t             |
| 4  | Matthew Goss         | Orica-GreenEDGE  |    | m.t             |
| 5  | Tyler Farrar         | Garmin-Sharp     |    | m.t             |
| 6  | Geraint Thomas       | Sky              |    | m.t             |
| 7  | Klaas Lodewyck       | BMC Racing       |    | m.t             |
| 8  | Barry Markus         | Vacansoleil-DCM  |    | m.t             |
| 9  | Yauheni Hutarovich   | AG2R La Mondiale |    | m.t             |
| 10 | Kenny van Hummel     | Vacansoleil-DCM  |    | m.t             |

|    | Coureur             | Équipe             |    | Temps            |
| -- | ------------------- | ------------------ | -- | ---------------- |
| 1  | Tom-Jelte Slagter   | Blanco             | en | 18 h 28 min 32 s |
| 2  | Javier Moreno       | Movistar           | +  | 17 s             |
| 3  | Geraint Thomas      | Sky                |    | 25 s             |
| 4  | Ion Izagirre        | Euskaltel Euskadi  |    | 32 s             |
| 5  | Ben Hermans         | RadioShack-Leopard |    | 34 s             |
| 6  | Wilco Kelderman     | Blanco             |    | 34 s             |
| 7  | Gorka Izagirre      | Euskaltel Euskadi  |    | 36 s             |
| 8  | Daniele Pietropolli | Lampre-Merida      |    | 36 s             |
| 9  | Tiago Machado       | RadioShack-Leopard |    | 38 s             |
| 10 | Jussi Veikkanen     | FDJ                |    | 41 s             |

## Classements finals

### Classement général
|    | Cycliste            | Pays        | Équipe             |    | Temps            |
| -- | ------------------- | ----------- | ------------------ | -- | ---------------- |
| 1  | Tom-Jelte Slagter   | Pays-Bas    | Blanco             | en | 18 h 28 min 32 s |
| 2  | Javier Moreno       | Espagne     | Movistar           | +  | 17 s             |
| 3  | Geraint Thomas      | Royaume-Uni | Sky                |    | 25 s             |
| 4  | Ion Izagirre        | Espagne     | Euskaltel Euskadi  |    | 32 s             |
| 5  | Ben Hermans         | Belgique    | RadioShack-Leopard |    | 34 s             |
| 6  | Wilco Kelderman     | Pays-Bas    | Blanco             |    | 34 s             |
| 7  | Gorka Izagirre      | Espagne     | Euskaltel Euskadi  |    | 36 s             |
| 8  | Daniele Pietropolli | Italie      | Lampre-Merida      |    | 36 s             |
| 9  | Tiago Machado       | Portugal    | RadioShack-Leopard |    | 38 s             |
| 10 | Jussi Veikkanen     | Finlande    | FDJ                |    | 41 s             |

### Classements annexes
|   | Cycliste          | Équipe        | Points |
| - | ----------------- | ------------- | ------ |
| 1 | Geraint Thomas    | Sky           | 46     |
| 2 | André Greipel     | Lotto-Belisol | 45     |
| 3 | Tom-Jelte Slagter | Blanco        | 41     |

|   | Cycliste       | Équipe   | Points |
| - | -------------- | -------- | ------ |
| 1 | Javier Moreno  | Movistar | 22     |
| 2 | Jack Bobridge  | Blanco   | 20     |
| 3 | Geraint Thomas | Sky      | 16     |

|   | Cycliste          | Équipe            |    | Temps            |
| - | ----------------- | ----------------- | -- | ---------------- |
| 1 | Tom-Jelte Slagter | Blanco            | en | 18 h 28 min 32 s |
| 2 | Ion Izagirre      | Euskaltel Euskadi | +  | 32 s             |
| 3 | Wilco Kelderman   | Blanco            |    | 34 s             |

|   | Équipe             | Pays       |    | Temps            |
| - | ------------------ | ---------- | -- | ---------------- |
| 1 | RadioShack-Leopard | Luxembourg | en | 55 h 27 min 54 s |
| 2 | Movistar           | Espagne    | +  | 1 min 09 s       |
| 3 | Lotto-Belisol      | Belgique   |    | 4 min 00 s       |

### UCI World Tour
Ce Tour Down Under attribue des points pour l'UCI World Tour 2013, seulement aux coureurs des équipes ayant un label ProTeam.
| Position           | 1er | 2e | 3e | 4e | 5e | 6e | 7e | 8e | 9e | 10e |
| Classement général | 100 | 80 | 70 | 60 | 50 | 40 | 30 | 20 | 10 | 4   |
| Par étape          | 6   | 4  | 2  | 1  | 1  |    |    |    |    |     |

| #  | Coureur             | Équipe             | Points |
| -- | ------------------- | ------------------ | ------ |
| 1  | Tom-Jelte Slagter   | Blanco             | 111    |
| 2  | Javier Moreno       | Movistar           | 86     |
| 3  | Geraint Thomas      | Sky                | 77     |
| 4  | Ion Izagirre        | Euskaltel Euskadi  | 61     |
| 5  | Ben Hermans         | RadioShack-Leopard | 52     |
| 6  | Wilco Kelderman     | Blanco             | 40     |
| 7  | Gorka Izagirre      | Euskaltel Euskadi  | 30     |
| 7  | Daniele Pietropolli | Lampre-Merida      | 20     |
| 8  | André Greipel       | Lotto-Belisol      | 18     |
| 9  | Tiago Machado       | RadioShack-Leopard | 11     |
| 10 | Simon Gerrans       | Orica-GreenEDGE    | 6      |
| 10 | Mark Renshaw        | Blanco             | 6      |

| Suite du classement (12-25) | Suite du classement (12-25) | Suite du classement (12-25) | Suite du classement (12-25) |
| --------------------------- | --------------------------- | --------------------------- | --------------------------- |
| 12                          | Matthew Goss                | Orica-GreenEDGE             | 5                           |
| 13                          | Arnaud Démare               | FDJ                         | 4                           |
| 13                          | Roberto Ferrari             | Lampre-Merida               | 4                           |
| 13                          | Jussi Veikkanen             | FDJ                         | 4                           |
| 16                          | Edvald Boasson Hagen        | Sky                         | 2                           |
| 16                          | Jonathan Cantwell           | Saxo-Tinkoff                | 2                           |
| 16                          | Philippe Gilbert            | BMC Racing                  | 2                           |
| 19                          | Tyler Farrar                | Garmin-Sharp                | 1                           |
| 19                          | Andrew Fenn                 | Omega Pharma-Quick Step     | 1                           |
| 19                          | Barry Markus                | Vacansoleil-DCM             | 1                           |
| 19                          | Simone Ponzi                | Astana                      | 1                           |
| 19                          | Giovanni Visconti           | Movistar                    | 1                           |
| 19                          | Steele Von Hoff             | Garmin-Sharp                | 1                           |
| 19                          | Tim Wellens                 | Lotto-Belisol               | 1                           |

## Évolution des classements
| Étape              | Vainqueur          | Classement général | Classement des sprints | Classement du meilleur grimpeur | Classement du meilleur jeune | Classement par équipes | Coureur le plus combatif |
| ------------------ | ------------------ | ------------------ | ---------------------- | ------------------------------- | ---------------------------- | ---------------------- | ------------------------ |
| 1                  | André Greipel      | André Greipel      | André Greipel          | Jordan Kerby                    | Arnaud Démare                | Lampre-Merida          | Jordan Kerby             |
| 2                  | Geraint Thomas     | Geraint Thomas     | Daniele Pietropolli    | Geraint Thomas                  | Tom-Jelte Slagter            | RadioShack-Leopard     | Christopher Juul Jensen  |
| 3                  | Tom-Jelte Slagter  | Geraint Thomas     | Geraint Thomas         | Geraint Thomas                  | Tom-Jelte Slagter            | RadioShack-Leopard     | Simon Clarke             |
| 4                  | André Greipel      | Geraint Thomas     | André Greipel          | Jack Bobridge                   | Tom-Jelte Slagter            | RadioShack-Leopard     | P. Gilbert / D. Howson   |
| 5                  | Simon Gerrans      | Tom-Jelte Slagter  | Tom-Jelte Slagter      | Javier Moreno                   | Tom-Jelte Slagter            | RadioShack-Leopard     | Thomas De Gendt          |
| 6                  | André Greipel      | Tom-Jelte Slagter  | Geraint Thomas         | Javier Moreno                   | Tom-Jelte Slagter            | RadioShack-Leopard     | Geraint Thomas           |
| Classements finals | Classements finals | Tom-Jelte Slagter  | Geraint Thomas         | Javier Moreno                   | Tom-Jelte Slagter            | RadioShack-Leopard     | Geraint Thomas           |

## Liste des participants
- Liste de départ complète

| Légende      | Légende                                                                                         | Légende      | Légende                                                                                                  |
| ------------ | ----------------------------------------------------------------------------------------------- | ------------ | --- |
| Num          | Dossard de départ porté par le coureur sur ce Tour Down Under                                   | Pos          | Position finale au classement général                                                                    |
| Ochre jersey | Indique le vainqueur du classement général                                                      | White jersey | Indique le vainqueur du classement de la montagne                                                        |
| Bleu jersey  | Indique le vainqueur du classement des sprints                                                  | Black jersey | Indique le vainqueur du classement du meilleur jeune                                                     |
| Green jersey | Indique le coureur le plus combatif                                                             |              | Indique un maillot de champion national ou mondial, suivi de sa spécialité                               |
| #            | Indique la meilleure équipe                                                                     | NP           | Indique un coureur qui n'a pas pris le départ d'une étape, suivi du numéro de l'étape où il s'est retiré |
| AB           | Indique un coureur qui n'a pas terminé une étape, suivi du numéro de l'étape où il s'est retiré | HD           | Indique un coureur qui a terminé une étape hors des délais, suivi du numéro de l'étape                   |
| *            | Indique un coureur en lice pour le maillot noir (coureurs nés après le 1er janvier 1988)        |              | |

| Orica-GreenEDGE OGE | Orica-GreenEDGE OGE          | Orica-GreenEDGE OGE |
| ------------------- | ---------------------------- | ------------------- |
| Num                 | Coureur                      | Pos                 |
| 1                   | Simon Gerrans (AUS)          | 24e                 |
| 2                   | Luke Durbridge (AUS) (Route) | 83e                 |
| 3                   | Daryl Impey (RSA)            | NP-5                |
| 4                   | Matthew Goss (AUS)           | 62e                 |
| 5                   | Simon Clarke (AUS)           | 51e                 |
| 6                   | Jens Mouris (NED)            | 87e                 |
| 7                   | Stuart O'Grady (AUS)         | 70e                 |

| BMC Racing BMC | BMC Racing BMC                 | BMC Racing BMC |
| -------------- | ------------------------------ | -------------- |
| Num            | Coureur                        | Pos            |
| 11             | Philippe Gilbert (BEL) (Route) | 34e            |
| 12             | Ivan Santaromita (ITA)         | 17e            |
| 13             | Martin Kohler (SUI) (Route)    | 115e           |
| 14             | Klaas Lodewyck (BEL)           | 90e            |
| 15             | Amaël Moinard (FRA)            | 44e            |
| 16             | Steve Morabito (SUI)           | 50e            |
| 17             | Danilo Wyss (SUI)              | 53e            |

| Lotto-Belisol LTB | Lotto-Belisol LTB       | Lotto-Belisol LTB |
| ----------------- | ----------------------- | ----------------- |
| Num               | Coureur                 | Pos               |
| 21                | André Greipel (GER)     | 60e               |
| 22                | Adam Hansen (AUS)       | 16e               |
| 23                | Olivier Kaisen (BEL)    | 126e              |
| 24                | Gregory Henderson (NZL) | 31e               |
| 25                | Jürgen Roelandts (BEL)  | 49e               |
| 26                | Marcel Sieberg (GER)    | 105e              |
| 27                | Tim Wellens (BEL)*      | 69e               |

| Sky SKY | Sky SKY                            | Sky SKY |
| ------- | ---------------------------------- | ------- |
| Num     | Coureur                            | Pos     |
| 31      | Edvald Boasson Hagen (NOR) (Route) | 33e     |
| 32      | Bernhard Eisel (AUT)               | 124e    |
| 33      | Luke Rowe (GBR)*                   | 116e    |
| 34      | Mathew Hayman (AUS)                | 43e     |
| 35      | Ian Stannard (GBR) (Route)         | 68e     |
| 36      | Christopher Sutton (AUS)           | 55e     |
| 37      | Geraint Thomas (GBR)               | 3e      |

| RadioShack-Leopard # RLT | RadioShack-Leopard # RLT     | RadioShack-Leopard # RLT |
| ------------------------ | ---------------------------- | ------------------------ |
| Num                      | Coureur                      | Pos                      |
| 41                       | Andy Schleck (LUX)           | AB-6                     |
| 42                       | George Bennett (NZL)*        | 15e                      |
| 43                       | Laurent Didier (LUX) (Route) | 82e                      |
| 44                       | Ben Hermans (BEL)            | 5e                       |
| 45                       | Tiago Machado (POR)          | 9e                       |
| 46                       | Jesse Sergent (NZL)          | 71e                      |
| 47                       | Jens Voigt (GER)             | 66e                      |

| Garmin-Sharp GRS | Garmin-Sharp GRS            | Garmin-Sharp GRS |
| ---------------- | --------------------------- | ---------------- |
| Num              | Coureur                     | Pos              |
| 51               | Tyler Farrar (USA)          | 102e             |
| 52               | Nathan Haas (AUS)*          | AB-4             |
| 53               | Jack Bauer (NZL)            | 11e              |
| 54               | Lachlan Morton (AUS)*       | 32e              |
| 55               | Robert Hunter (RSA) (Route) | 25e              |
| 56               | Rohan Dennis (AUS)*         | NP-1             |
| 57               | Steele Von Hoff (AUS)       | 52e              |

| Saxo-Tinkoff TST | Saxo-Tinkoff TST               | Saxo-Tinkoff TST |
| ---------------- | ------------------------------ | ---------------- |
| Num              | Coureur                        | Pos              |
| 61               | Chris Anker Sørensen (DEN)     | 21e              |
| 62               | Takashi Miyazawa (JPN)         | 96e              |
| 63               | Jay McCarthy (AUS)*            | 56e              |
| 64               | Christopher Juul Jensen (DEN)* | 100e             |
| 65               | Manuele Boaro (ITA)            | 109e             |
| 66               | Jonathan Cantwell (AUS)        | 47e              |
| 67               | Timothy Duggan (USA) (Route)   | AB-3             |

| Blanco BLA | Blanco BLA               | Blanco BLA |
| ---------- | ------------------------ | ---------- |
| Num        | Coureur                  | Pos        |
| 71         | Jack Bobridge (AUS)*     | 91e        |
| 72         | Graeme Brown (AUS)       | 114e       |
| 73         | Wilco Kelderman (NED)*   | 6e         |
| 74         | Mark Renshaw (AUS)       | 85e        |
| 75         | Tom-Jelte Slagter (NED)* | 1er        |
| 76         | David Tanner (AUS)       | 39e        |
| 77         | Maarten Tjallingii (NED) | 107e       |

| Astana AST | Astana AST              | Astana AST |
| ---------- | ----------------------- | ---------- |
| Num        | Coureur                 | Pos        |
| 81         | Andrea Guardini (ITA)*  | 108e       |
| 82         | Maxim Iglinskiy (KAZ)   | 61e        |
| 83         | Valerio Agnoli (ITA)    | 58e        |
| 84         | Andrey Kashechkin (KAZ) | 19e        |
| 85         | Simone Ponzi (ITA)      | 29e        |
| 86         | Enrico Gasparotto (ITA) | 92e        |
| 87         | Jacopo Guarnieri (ITA)  | 127e       |

| Movistar MOV | Movistar MOV              | Movistar MOV |
| ------------ | ------------------------- | ------------ |
| Num          | Coureur                   | Pos          |
| 91           | José Joaquín Rojas (ESP)  | 14e          |
| 92           | Andrey Amador (CRC)       | 36e          |
| 93           | Eros Capecchi (ITA)       | 80e          |
| 94           | José Iván Gutiérrez (ESP) | 65e          |
| 95           | José Herrada (ESP)        | 72e          |
| 96           | Javier Moreno (ESP)       | 2e           |
| 97           | Giovanni Visconti (ITA)   | 30e          |

| Vacansoleil-DCM VCD | Vacansoleil-DCM VCD     | Vacansoleil-DCM VCD |
| ------------------- | ----------------------- | ------------------- |
| Num                 | Coureur                 | Pos                 |
| 101                 | Thomas De Gendt (BEL)   | 78e                 |
| 102                 | Willem Wauters (BEL)*   | 81e                 |
| 103                 | Tomasz Marczyński (POL) | 125e                |
| 104                 | Barry Markus (NED)*     | 119e                |
| 105                 | Boy van Poppel (NED)    | 121e                |
| 106                 | Rafael Valls (ESP)      | 12e                 |
| 107                 | Kenny van Hummel (NED)  | 120e                |

| AG2R La Mondiale ALM | AG2R La Mondiale ALM             | AG2R La Mondiale ALM |
| -------------------- | -------------------------------- | -------------------- |
| Num                  | Coureur                          | Pos                  |
| 111                  | Yauheni Hutarovich (BLR) (Route) | 76e                  |
| 112                  | Mikaël Cherel (FRA)              | 18e                  |
| 113                  | Davide Appollonio (ITA)*         | 106e                 |
| 114                  | Gediminas Bagdonas (LTU) (Route) | 118e                 |
| 115                  | Guillaume Bonnafond (FRA)        | 28e                  |
| 116                  | Julian Kern (GER)*               | 113e                 |
| 117                  | Blel Kadri (FRA)                 | 99e                  |

| Lampre-Merida LAM | Lampre-Merida LAM         | Lampre-Merida LAM |
| ----------------- | ------------------------- | ----------------- |
| Num               | Coureur                   | Pos               |
| 121               | Matthew Lloyd (AUS)       | 84e               |
| 122               | Davide Cimolai (ITA)*     | 79e               |
| 123               | Elia Favilli (ITA)*       | 45e               |
| 124               | Roberto Ferrari (ITA)     | 123e              |
| 125               | Manuele Mori (ITA)        | 48e               |
| 126               | Daniele Pietropolli (ITA) | 8e                |
| 127               | Simone Stortoni (ITA)     | 57e               |

| FDJ | FDJ                      | FDJ  |
| --- | ------------------------ | ---- |
| Num | Coureur                  | Pos  |
| 131 | William Bonnet (FRA)     | 86e  |
| 132 | Jussi Veikkanen (FIN)    | 10e  |
| 133 | Arnaud Courteille (FRA)* | AB-2 |
| 134 | Mickaël Delage (FRA)     | 42e  |
| 135 | Arnaud Démare (FRA)*     | 37e  |
| 136 | Kenny Elissonde (FRA)*   | 13e  |
| 137 | Laurent Mangel (FRA)     | 101e |

| Omega Pharma-Quick Step OPQ | Omega Pharma-Quick Step OPQ | Omega Pharma-Quick Step OPQ |
| --------------------------- | --------------------------- | --------------------------- |
| Num                         | Coureur                     | Pos                         |
| 141                         | Andrew Fenn (GBR)*          | 95e                         |
| 142                         | Bert Grabsch (GER)          | 46e                         |
| 143                         | Serge Pauwels (BEL)         | 20e                         |
| 144                         | Jérôme Pineau (FRA)         | 40e                         |
| 145                         | František Raboň (CZE)       | 110e                        |
| 146                         | Gert Steegmans (BEL)        | 67e                         |
| 147                         | Peter Velits (SVK)          | 22e                         |

| Euskaltel Euskadi EUS | Euskaltel Euskadi EUS  | Euskaltel Euskadi EUS |
| --------------------- | ---------------------- | --------------------- |
| Num                   | Coureur                | Pos                   |
| 151                   | Gorka Izagirre (ESP)   | 7e                    |
| 152                   | Jon Aberasturi (ESP)*  | 103e                  |
| 153                   | Juan José Oroz (ESP)   | 38e                   |
| 154                   | Mikel Astarloza (ESP)  | 122e                  |
| 155                   | Garikoitz Bravo (ESP)* | 54e                   |
| 156                   | Ion Izagirre (ESP)*    | 4e                    |
| 157                   | Juan José Lobato (ESP) | 104e                  |

| Argos-Shimano ARG | Argos-Shimano ARG      | Argos-Shimano ARG |
| ----------------- | ---------------------- | ----------------- |
| Num               | Coureur                | Pos               |
| 161               | Marcel Kittel (GER)    | 112e              |
| 162               | Jonas Ahlstrand (SWE)* | 117e              |
| 163               | William Clarke (AUS)   | 89e               |
| 164               | Koen de Kort (NED)     | 75e               |
| 165               | Yann Huguet (FRA)      | 73e               |
| 166               | Thierry Hupond (FRA)   | 77e               |
| 167               | Albert Timmer (NED)    | 88e               |

| Cannondale CAN | Cannondale CAN          | Cannondale CAN |
| -------------- | ----------------------- | -------------- |
| Num            | Coureur                 | Pos            |
| 171            | Stefano Agostini (ITA)* | 41e            |
| 172            | Cristiano Salerno (ITA) | 27e            |
| 173            | Cameron Wurf (AUS)      | 63e            |
| 174            | Federico Canuti (ITA)   | 59e            |
| 175            | Alan Marangoni (ITA)    | 98e            |
| 176            | Juraj Sagan (SVK)       | 111e           |
| 177            | Brian Vandborg (DEN)    | 64e            |

| UniSA-Australia AUS | UniSA-Australia AUS      | UniSA-Australia AUS |
| ------------------- | ------------------------ | ------------------- |
| Num                 | Coureur                  | Pos                 |
| 181                 | Adam Phelan (AUS)*       | 22e                 |
| 182                 | Zakkari Dempster (AUS)   | 26e                 |
| 183                 | Anthony Giacoppo (AUS)   | 94e                 |
| 184                 | Damien Howson (AUS)*     | 74e                 |
| 185                 | Jordan Kerby (AUS)*      | 93e                 |
| 186                 | Bernard Sulzberger (AUS) | 35e                 |
| 187                 | Calvin Watson (AUS)*     | 97e                 |